# 42 Battle Group
42 Battle Group (EUBG) var en av EU:s snabbinsatsstyrkor. Styrkan stod under perioden 1 juli–31 december 2013 i parallell beredskap med Battlegroup 107.

## Historik
42 Battle Group var en av EU:s snabbinsatsstyrkor. Styrkan skulle under sin beredskapsperiod stå i beredskap för att kunna göra en insats för EU. I stridsgruppen ingick styrkebidrag från Storbritannien, Sverige, Lettland, Litauen och Nederländerna. Stridsgruppen ledes av Storbritannien.
42 Battle Group skulle i första hand assistera vid humanitära insatser som en del i EU:s krishanteringsförmåga. Stridsgruppen skulle 10 dagar efter ett gemensamt beslut i EU kunna vara på plats i ett krisområde och börja sin insats.

## Svenska styrkebidraget
Sverige bidrog med stabsofficerare samt cirka 70 personer från olika förband.
- Två radargrupper med underrättelseenhet 23 (UndE 23) och en stabsgrupp, från Luftvärnsregementet (Lv 6).
- En artillerigrupp utrustad med artillerilokaliseringsradar (Arthur), från Artilleriregementet (A 9).
- En CBRN-enheten för skydd mot kemiska, biologiska, radiologiska och nukleära händelser, från Totalförsvarets skyddscentrum (SkyddC).